# Ernst Teichmann (Zoologe)
Ernst Gustav Georg Teichmann (* 20. Februar 1869 in Nienburg/Weser; † 27. Juni 1919 in Frankfurt am Main) war ein deutscher evangelischer Theologe und Zoologe.

## Leben und Wirken
Teichmann studierte evangelische Theologie an verschiedenen Universitäten und schloss das Studium 1896 an der Universität Bonn ab. Kurzzeitig war er danach Pastor der deutschen protestantischen Gemeinde in Manchester. Von 1898 bis 1900 studierte er Zoologie in Würzburg. Im Jahre 1902 promovierte er mit einer Arbeit Über Furchung befruchteter Seeigeleier ohne Beteiligung des Spermakerns.
Von 1909 bis 1910 arbeitete er am Bernhard-Nocht-Institut für Tropenmedizin in Hamburg. Ab 1911 arbeitete der Privatdozent nach seiner Habilitation als Hydrozoologe und Abteilungsleiter des biologischen Laboratoriums im Hygienischen Institut der Universität Frankfurt bei Max Neisser.
Teichmann war Hauptredakteur der 1. Auflage des zehnbändigen Handwörterbuchs der Naturwissenschaften (1912–1915).

## Publikationen

### Bücher
- Die Paulinischen Vorstellungen von Auferstehung und Gericht und ihre Beziehung zur jüdischen Apokalyptik. Mohr, Freiburg 1896.
- Mit Karl Schaum (Hrsg.): Kraft und Leben in der Natur. Verlag der Dürr’schen Buchhandlung, Leipzig 1904.
- Der Befruchtungsvorgang, sein Wesen und seine Bedeutung. Teubner, Leipzig 1905.
- Die Vererbung als erhaltende Macht im Flusse organischen Geschehens. Kosmos, Gesellschaft der Naturfreunde, Stuttgart 1905. Mehrere Neuauflagen bis 1924.
- Vom Leben und vom Tode. Ein Kapitel aus der Lebenskunde. Franckh’sche Verlagshandlung, Stuttgart 1905. Mehrere Neuauflagen bis 1925.
  - Life and Death. A Study in Biology. Kerr, Chicago 1906. Mehrere Neuauflagen bis 1920.
- Fortpflanzung und Zeugung (Kosmos-Bändchen 19). Franckh, Stuttgart 1907. Mehrere Neuauflagen bis 1925.
- Die Befruchtung und ihre Beziehung zur Vererbung. Teubner, Leipzig 1912.
- Mit Hugo Braun: Erfahrungen über die tierischen Trypanosomen-Krankheiten Deutsch-Ostafrikas. Beiheft des Archivs für Schiffs- und Tropenhygiene, Barth, Leipzig 1914.

### Artikel
- Über die Beziehung von Astrosphären und Furchen. Experimentelle Untersuchungen am Seeigelei. In: Archiv für Entwicklungsmechanik der Organismen 16 (1903), S. 243–327.
- Sarcosporidia. In: S. von Prowazek (Hrsg.): Handbuch der pathogenen Protozooen. Verlag von Jobann Ambrosius Barth, 1912, S. 345–360 (vollst. Text online).
- Zur Biologie der Tsetse-Fliegen. Beobachtungen und Vorschläge. In: Journal of Applied Entomology 1 (1914), S. 147–159. doi:10.1111/j.1439-0418.1914.tb01119.x
- Mischinfektionsversuche mit Trypanosomen. In: Zeitschrift für Hygiene und Infektionskrankheiten 82 (1916), S. 511–526. doi:10.1007/BF02174337
- Cyanwasserstoff als Mittel zur Entlausung. In: Zeitschrift für Hygiene und Infektionskrankheiten 83 (1917), S. 449–466.
- Bekämpfung der Stechmücken durch Blausäure. In: Zeitschrift für Hygiene und Infektionskrankheiten 85 (1918), S. 1–16.